# Гамильтон (Шотландия)
Га́мильтон (англ. Hamilton, гэльск. Hamaltan) — город в Шотландии, административный центр области Южный Ланаркшир, расположен на правом берегу реки Клайд.

## История

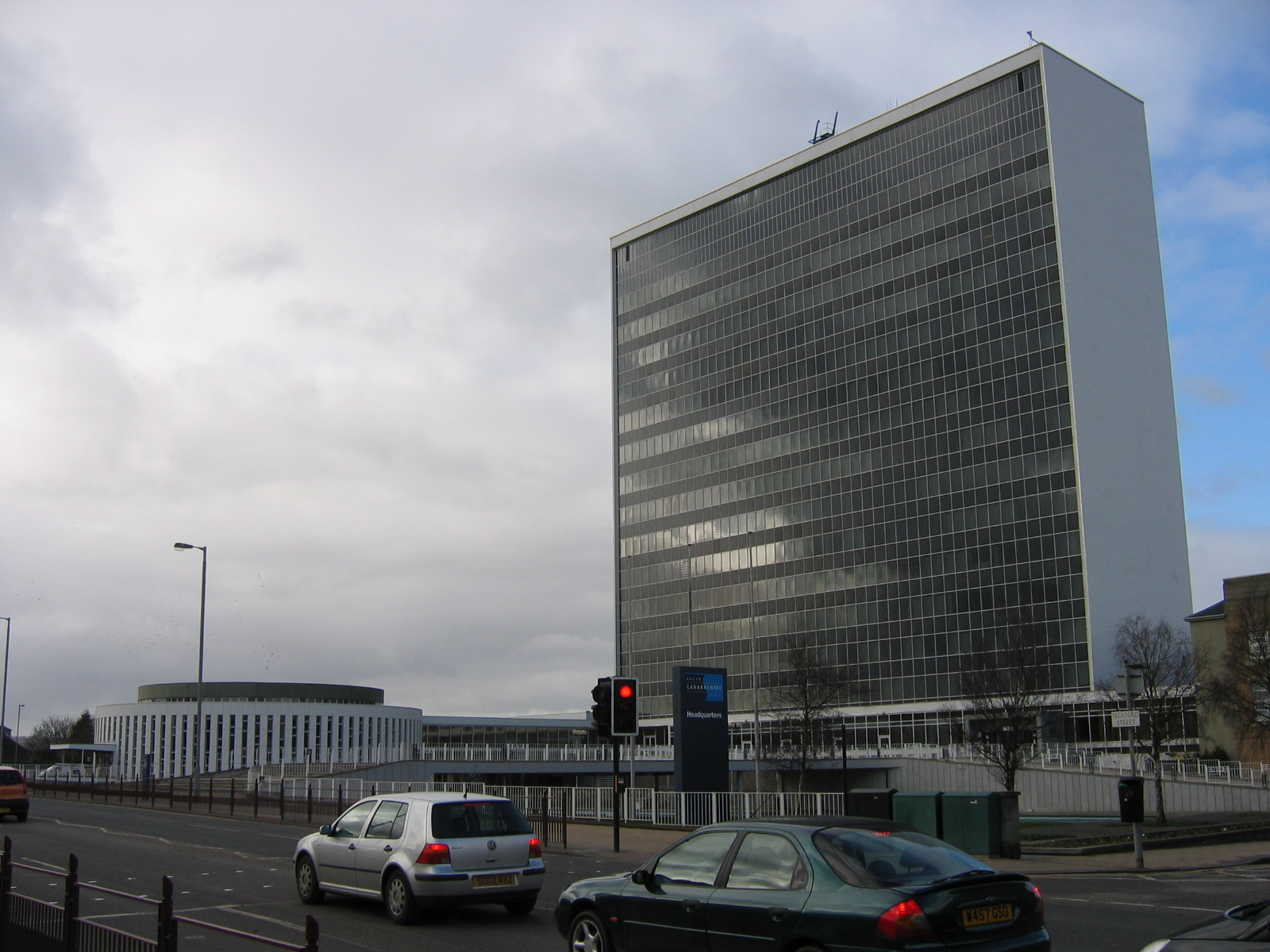
Здание муниципалитета

В конце XIX — начале XX века на страницах Энциклопедического словаря Брокгауза и Ефрона говорилось, что Гамильтон насчитывал около 14 тысяч жителей, которые преимущественно занимались ткачеством, вышиванием по кисее, овощеводством и садоводством. Близ города процветала добыча каменного угля и железа. 
К востоку от города лежит роскошный герцогский замок первых пэров Шотландии.